# آنتروپی بکنشتاین–هاوکینگ
انتروپی بکنشتاین-هاوکینگ (به انگلیسی: Bekenstein-Hawking entropy) یا انتروپی سیاهچاله مقدار انتروپی است که بایستی برای یک سیاهچاله در نظر گرفت تا از دیدگاه ناظر خارجی دور، این سیستم از قوانین ترمودینامیک تبعیت کند.
این انتروپی که توسط یاکوب بکنشتاین در سال ۱۹۷۳ و استیون هاوکینگ در سال ۱۹۷۴ پیشنهاد شده‌است، به صورت زیر نشان داده می‌شود:
که در آن A مساحت افق رویداد سیاهچاله‌ها، k ثابت بولتزمان، c سرعت نور، h ثابت پلانک و G ثابت گرانشی نیوتن است.
از آنجایی که این انتروپی دقیقاً مانند انتروپی آماری رفتار می‌کند، تلاش‌های فراوانی برای شمارش حالت‌های میکروکانونی سیاه‌چاله‌ها به کمک نظریه ریسمان انجام شده‌است. رابرت والد، انتروپی بکنشتاین-هاوکینگ را توسط تئوری‌های گرانشی عام بررسی کرده و پیشنهاد کرد که انتروپی دینامیک صحیح حل ساکن بکنشتاین-هاوکینگ با افق مرگ دوشاخه، انتروپی بار غیراتر است. تعمیم والد، انتروپی بکنشتاین-هاوکینگ را به صورت یک سری نامتناهی بیان می‌کند که در آن جملات با درجات بالاتر نیز لحاظ شده‌اند.
در صورتی که انتروپی بکنشتاین-هاوکینگ به صورت زیر بیان شود:
که در آن {\displaystyle l_{p}}، طول پلانک است، می‌توان آن را تأییدی برای اصل هولوگرافی در نظر گرفت که می‌گوید: گرانش کوانتومی در فضا را می‌توان توسط درجهٔ آزادی موجود در مرزهای آن بیان کرد.